# يان توماشوسكي
يان توماشوسكي (بالبولندية: Jan Tomaszewski )‏ (و. 1948  م) هو مدرب ولاعب كرة قدم سابق، وصحفي، من بولندا، ولد في فروتسواف، هو عضوٌ في حزب العدالة والقانون البولندي، شارك في بطولة كأس العالم لكرة القدم 1978، وكأس العالم لكرة القدم 1974، وألعاب أولمبية صيفية 1976، لعب خلال مسيرته الكروية كحارس مرمى.

## جوائز
حصل على جوائز منها:
- ميدالية الإنجازات الرياضية الاستثنائية  [لغات أخرى]‏.

## وصلات خارجية
- يان توماشوسكي على موقع الاتحاد الدولي (مؤرشف)  (الإنجليزية)
- يان توماشوسكي على موقع قاعدة بيانات كرة القدم.إي يو (الإنجليزية)
- يان توماشوسكي على موقع ناشيونال فوتبول تيمز (الإنجليزية)
- يان توماشوسكي على موقع Soccerway.com (الإنجليزية)
- يان توماشوسكي على موقع أوليمبيديا (الإنجليزية)
- يان توماشوسكي على موقع اللجنة الأولمبية البولندية (مؤرشف) (البولندية)

 (بالإنجليزية)
- Jan Tomaszewski Profile at goalkeepersaredifferent.com (بالإنجليزية)